# Calliphlox mitchellii
Calliphlox mitchellii е вид птица от семейство Колиброви (Trochilidae).

## Разпространение
Видът е разпространен в Еквадор, Колумбия и Панама.